# ОмПО «Иртыш»
Акционерное общество «Омское производственное объединение „Иртыш“ — один из крупнейших производителей телевизионной и радиотехнической аппаратуры от Урала до Дальнего Востока.
Из-за вторжения России на Украину предприятие находится под санкциями всех стран Евросоюза, США, Японии и некоторых других стран.

## История предприятия
Завод №513 НКБ основан в 1942 году, когда в Омск были эвакуированы завод «Эмальпосуда» из Ростова-на-Дону и «Новая Тула» из Тулы. С 1946 - п/я 512, Омский завод «Штамповщик», с мая 1959 – Омский телевизионный завод, п/я Р-6135.
В 1989 году заводу присвоен статус ФГУП "Омское производственное объединение «Иртыш»". В объединение были включены Омский телевизионный завод, Тарский завод «Кварц», Исилькульский завод «Экран» и Черлакское производство.
В 2011 году Федеральное государственное унитарное предприятие "Омское производственное объединение «Иртыш» (ФГУП "ОмПО «Иртыш») преобразовано в открытое акционерное общество "Омское производственное объединение «Иртыш» (ОАО "ОмПО «Иртыш») и вошло в структуру ОАО "Концерн «Орион». Концерн «Орион» с декабря 2008 года входил в структуру государственной корпорации «Ростех». После переподчинения ОАО "Концерн «Орион» в 2012 году, входит в состав холдинговой компании «Росэлектроника» Государственной корпорации «Ростех».
Является одним из градообразующих предприятий города Омска, входит в омский кластер систем специальной связи.

## Продукция
Телевизоры: Спутник, Спутник-61, Аврора, Снежок, Снежок-301, Снежок-302, Кварц, Кварц-301, Кварц-302, Кварц-303, Кварц-306, Кварц-306-1, Кварц 40ТБ-306, Кварц 40ТБ-308, Кварц 40ТБ-401, Кварц Ц-202.

Радиоприёмники: Блюз РП-201, Кварц РП-201.
В 2015 году на международном морском салоне в Санкт-Петербурге комплексу связи для надводных кораблей «Ураган-Н», совместно разработанному ОАО «ОНИИП» и ОАО «ОмПО „Иртыш“», присвоена золотая медаль. «Ураган-Н» представляет собой новое поколение систем связи для ВМФ «Ураган-Н». Систему связи, в основе которой лежит технология программно определяемой радиосистемы (SDR, Software Defined Radio), можно запрограммировать на любой вид связи, которая может работать в скрытных и помехозащищённых каналах связи. При этом «Ураган-Н» способен работать даже при включенных системах заглушек и в помехозащищённых каналах связи, и позволяет преодолеть средства радиоэлектронной борьбы (РЭБ) потенциального противника
Кроме того, ОАО «ОмПО „Иртыш“» присуждена золотая медаль за разработку камбузного оборудования для ВМФ.

На авиасалоне МАКС-2015 предприятием были модернизированный комплекс технических средств мощностью 1 и 5 кВт и 16-канальное радиоприемное устройство, новейшие достижения в области функциональной микроэлектроники, устройства селекции со встроенными пассивными элементами, ПАВ-фильтры, ПАВ-микросборки и СБИС «система на кристалле», а также аэродромная радиостанция ПАР-10МС.